# Kooimaaier
Een kooimaaier of messenkooimaaier is een grasmaaier waarbij de beweging van de wielen, of een motor, wordt overgebracht op een horizontale messenkooi waarmee het gras wordt afgeknipt.
De ronde kooi bestaat uit een as met daaraan een aantal schijven die voorzien zijn van spiraalvormige messen, die over een vast aangebracht ondermes draaien. De kooimessen en het ondermes knippen het gras af met een schaarachtige beweging, waardoor er, mits de messen scherp zijn, een scherpe snede wordt gemaakt. Een vrijloopmechanisme zorg ervoor dat de messenkooi alleen wordt aangedreven bij een voorwaartse beweging van de wielen.
De maaihoogte wordt bepaald door de afstand van het ondermes tot de bodem. Deze afstand kan worden ingesteld met behulp van een rol die achter de kooi is gemonteerd. Door middel van twee pallen of stelmoeren kan de rol hoger of lager worden geplaatst. De ruimte tussen de kooimessen en het ondermes mag niet te groot, maar ook niet te krap zijn. De kooi dient makkelijk te draaien en mag niet meteen stilstaan. Het afstellen ervan gebeurt met behulp van twee stelschroeven waarmee men het ondermes omhoog of omlaag kan brengen.
Het maaibeeld van een kooimaaier is beter dan dat van een cirkelmaaier. Dit komt omdat deze laatste het gras niet knipt maar eraf slaat waardoor de topjes van de grassprieten een weinig gaan rafelen. In tegenstelling tot cirkelmaaiers kunnen kooimaaiers echter doorgeschoten gras niet goed afmaaien, daar de maximale af te maaien grashoogte de helft van de doorsnede van de messenkooi bedraagt. Ook zijn kooimaaiers gevoeliger voor 'troep' tussen het gras, zoals stenen en takken.
De kwaliteit van een messenkooimaaier wordt onder meer bepaald door het aantal messen van de kooi. Gewoonlijk bestaat deze uit 5 of 6 messen, betere machines hebben 10 tot 12 messen. De maaibreedte verschilt per machine en bedraagt 35 tot 76 cm. Zitmaaiers hebben meer kooien naast en achter elkaar, waardoor er een grotere breedte in een keer gemaaid kan worden. Ze worden vooral gebruikt op golfbanen, sportvelden en parken. De green van een golfbaan wordt dagelijks met een kooimaaier gemaaid op een maaihoogte van 2 - 5 mm.
Het was de Engelsman Edwin Beard Budding die rond 1830 de eerste kooimaaier ontwierp en hiervoor een patent verkreeg.

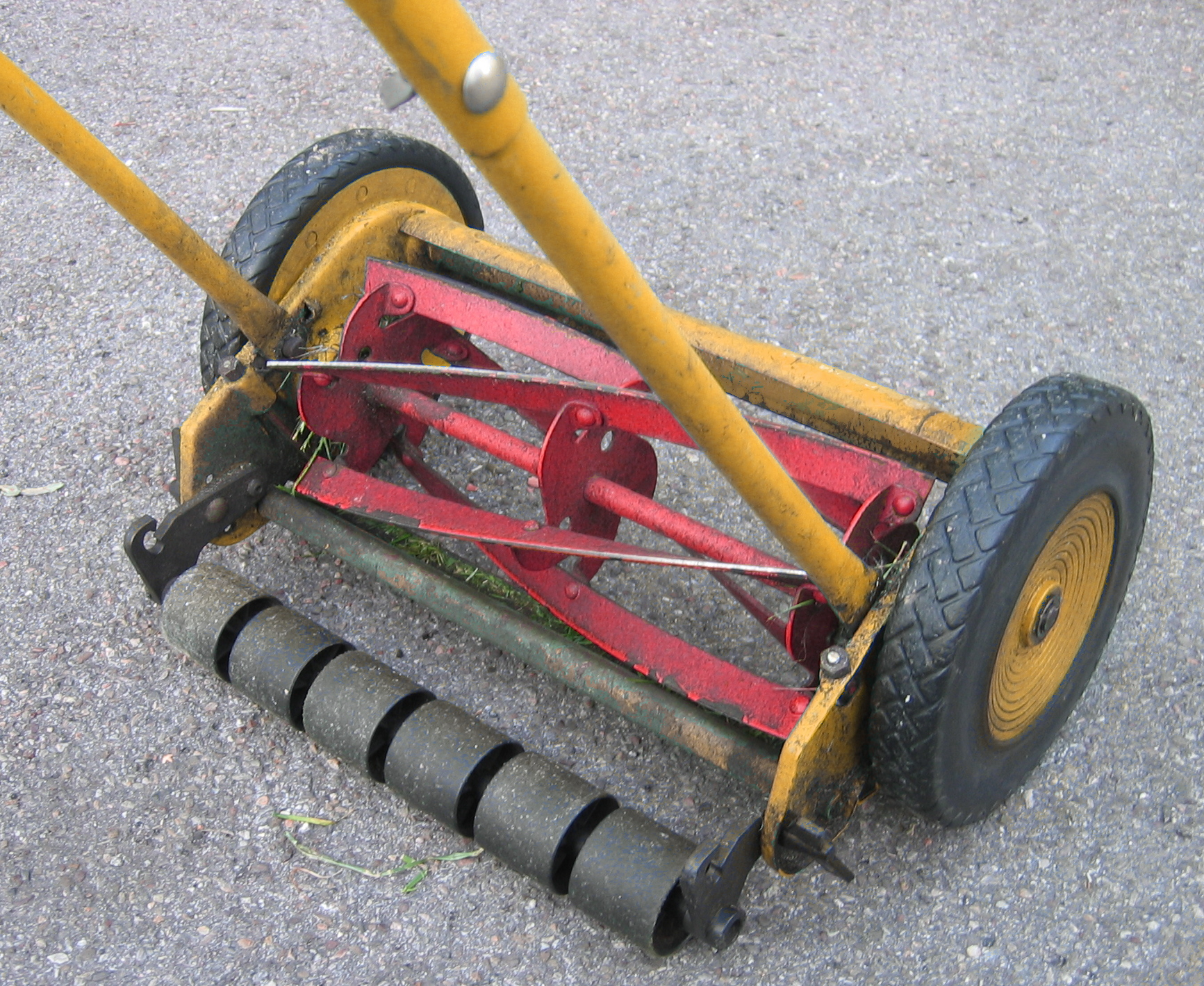
Met de hand geduwde kooimaaier
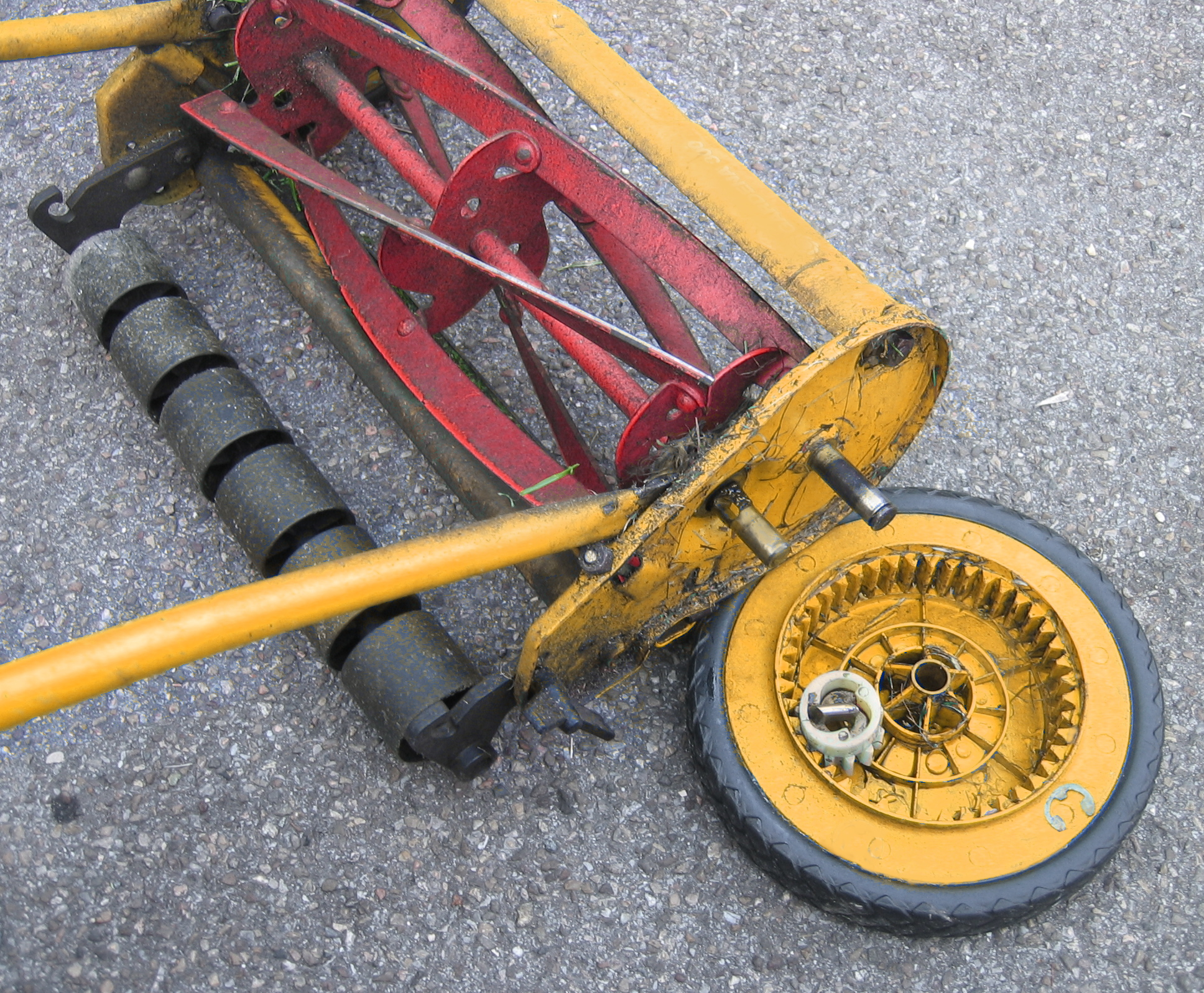
Het vrijloopmechanisme
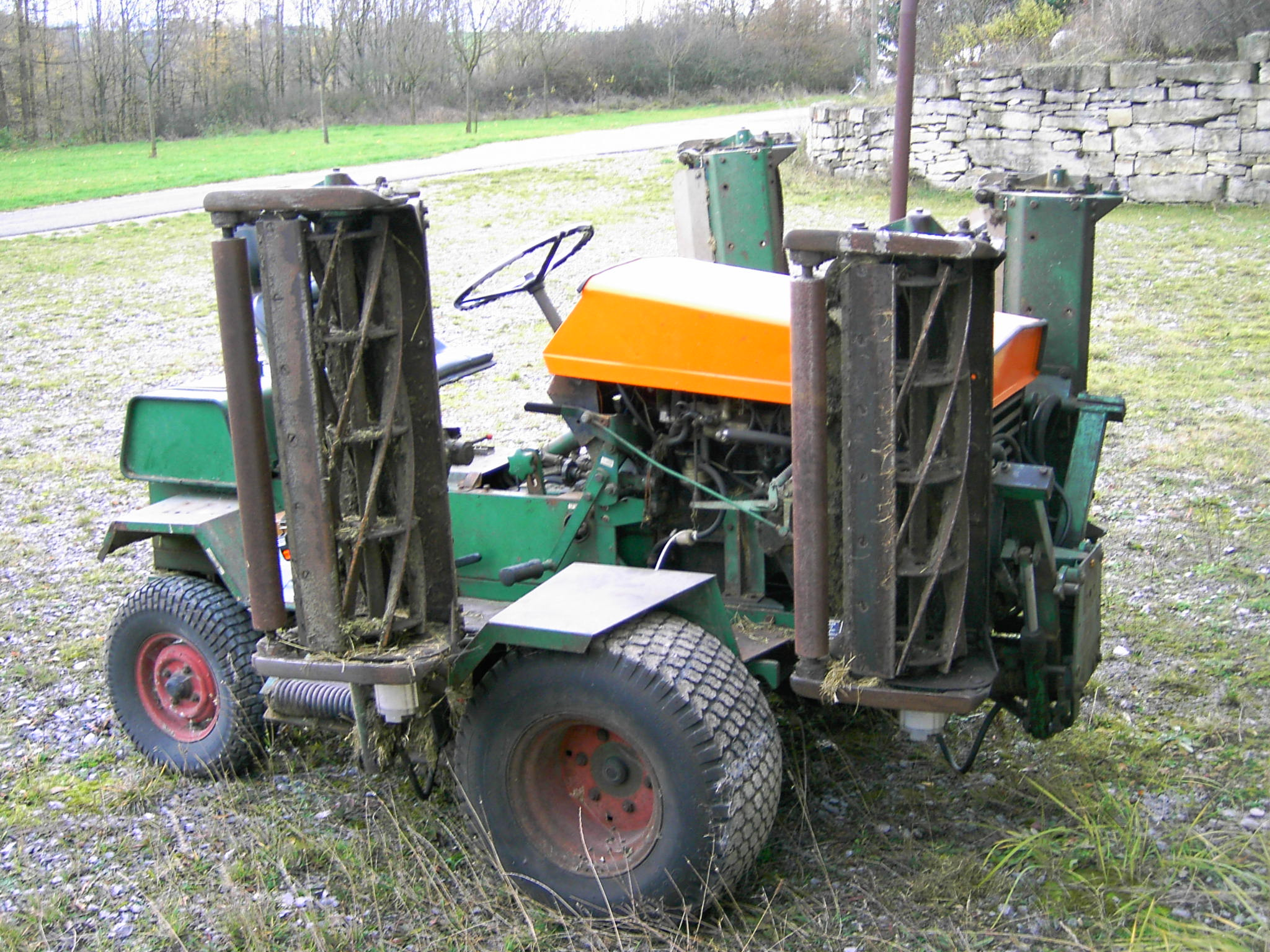
Zitmaaier
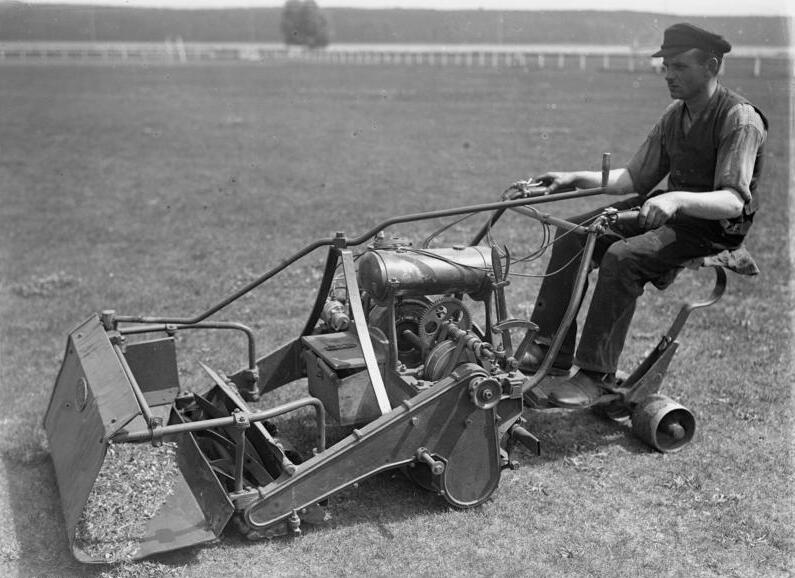
Kooimaaier anno 1930